# Cảng Rashid
Cảng Rashid (tiếng Ả Rập: ميناء راشد; mina'a rāšid), còn được gọi là Mina Rashid, là một cảng dịch vụ, thương mại ở Dubai, Các Tiểu vương quốc Ả Rập Thống nhất. Được đặt theo tên theo tên của Sheikh Rashid bin Saeed Al Maktoum, cảng đã mở cửa vào năm 1972. Vào thời điểm đó, cảng chỉ có hai cần trục và sức chứa dưới 100.000 TEU. Năm 1978, cảng đã được mở rộng bao gồm 35 bến (năm trong số đó có thể được sử dụng bởi các tàu container lớn nhất vào thời điểm đó). Ngày nay, cảng có độ sâu 13 mét (độ sâu tối thiểu là 11,5 mét), có 9 cần trục và sức chứa 1.500.000 TEU. Nó có 103 cầu tàu với bến tàu dài 1.450 mét, mặc dù cảng Jebel Ali lớn hơn nhưng có sức chứa ít hơn. Nó cũng có khả năng chứa hai mươi nghìn container.
Ngày nay, cảng Rashid cung cấp các hàng hóa nói chung, RoRo và tàu chở khách. Đầu những năm 1980, cảng Rashid đã được bổ trợ bởi cảng Jebel Ali, nằm xa trung tâm thương mại của Dubai gần biên giới Abu Dhabi.
Liền kề cảng là Dubai Drydocks và Dubai Maritime City. Cả hai cơ sở này đều được xây dựng do sự cấp thiết. Nhưng vào tháng 1 năm 2008, cảng đã được thông báo cải tạo lại. Tất cả các hoạt động vận chuyển hàng hóa sẽ di chuyển đến cảng Jebel Ali vào cuối tháng 3 năm 2018. Cảng Rashid sẽ trở thành như một ga hành trình. Ngoài ra, một phần của cảng sẽ được Nakheel định giá để tạo ra "một khu bờ sông sôi động" và sẽ là nơi ở 200.000 cư dân.
Hợp tác với DP World, nhà phát triển hàng đầu Emaar đã công bố ra mắt độc quyền dự án mới Sirdhana tại Mina Rashid, nơi cung cấp 1-3 phòng ngủ dạng căn hộ nằm trong một điểm đến hàng hải mới của cảng Rashid, Dubai.

## Tàu Queen Elizabeth 2
Cảng Rashid là địa điểm đậu hiện tại của tàu Queen Elizabeth 2 Cunard Ocean Liner, đã đến đó vào ngày 26 tháng 11 năm 2008 khi kết thúc hành trình cuối cùng của tàu cho công ty trước khi được bàn giao cho chủ sở hữu mới. Vào tháng 3 năm 2017, một công ty xây dựng có trụ sở tại Dubai tuyên bố đã ký hợp đồng tân trang lại con tàu. QE2 đón khách trở lại vào ngày 18 tháng 4 năm 2018.